# 肯亞國家奧林匹克委員會
肯雅國家奧林匹克委員會（National Olympic Committee Kenya）是肯雅的國家奧林匹克委員會。該組織成立於1955年，是國際奧委會和非洲國家奧林匹克委員會聯合會的成員。1956年，首次派員參加在澳洲墨爾本舉行的夏季奧運會。
目前，肯雅國家奧林匹克委員會的總部設在奈羅比，主席是Paul Tergat。

## 資料來源
1. ↑  .   [2014-04-16]. （原始内容存档于2008-12-08）.